# Kloster Bricquebec

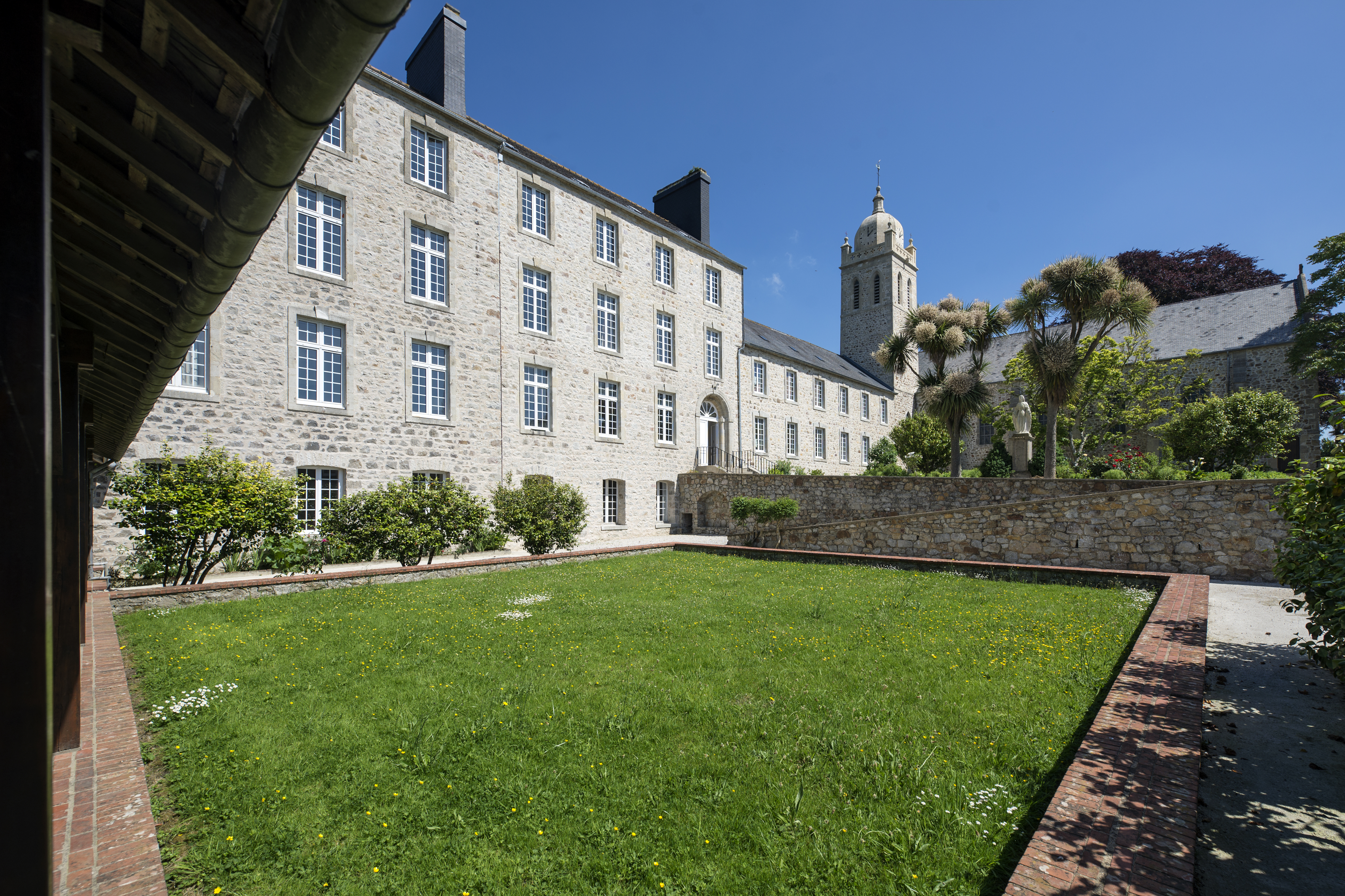
Trappisten-Abtei Bricquebec

Kloster Bricquebec (lat. Abbatia B. M. de Gratia; franz. auch Abbaye Notre-Dame de Grâce) ist eine französische Abtei der Trappisten in Bricquebec, Département Manche.

## Geschichte

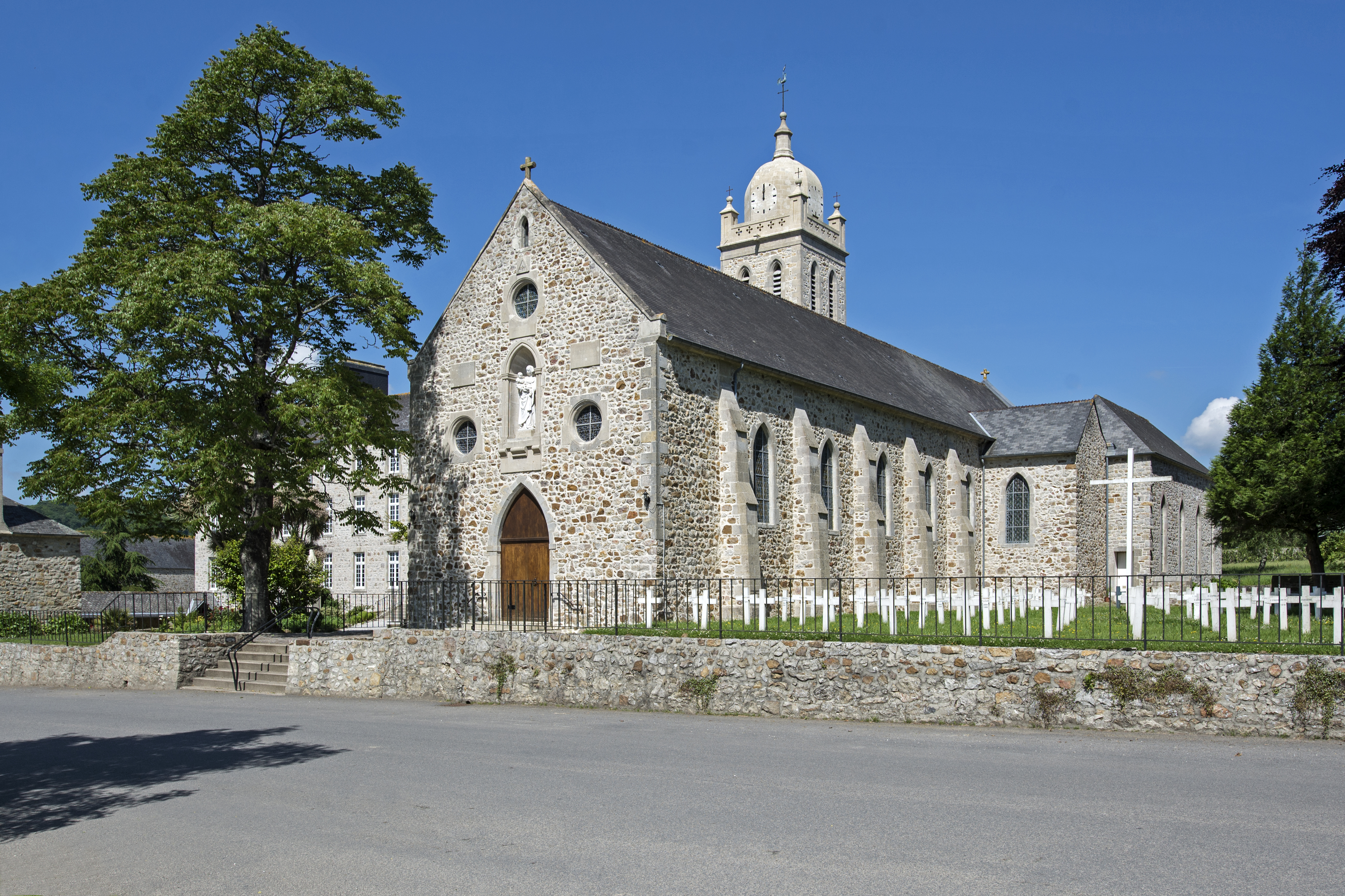
Abteikirche

Der Weltpriester Bon Onfroy (1777–1857), der (von 1810 bis zur Auflösung des Zisterzienserordens durch Napoleon 1811) in das Kloster Grosbois (Yerres) der Trappisten eingetreten war und den Ordensnamen Augustin erhalten hatte, gründete 1824 (mit Hilfe des Klosters Port-du-Salut) in Bricquebec ein Kloster, das 1825 zum trappistischen Priorat und 1836 zur Abtei Notre-Dame de Grâce (Maria Gnaden) erhoben wurde. Bricquebec wurde um die Jahrhundertwende mit der Betreuung der japanischen Klöster Phare und Tenshien, sowie deren Tochterklöster, beauftragt, wobei sich besonders der bedeutende Abt Vital Lehodey auszeichnete.

### Obere, Prioren und Äbte

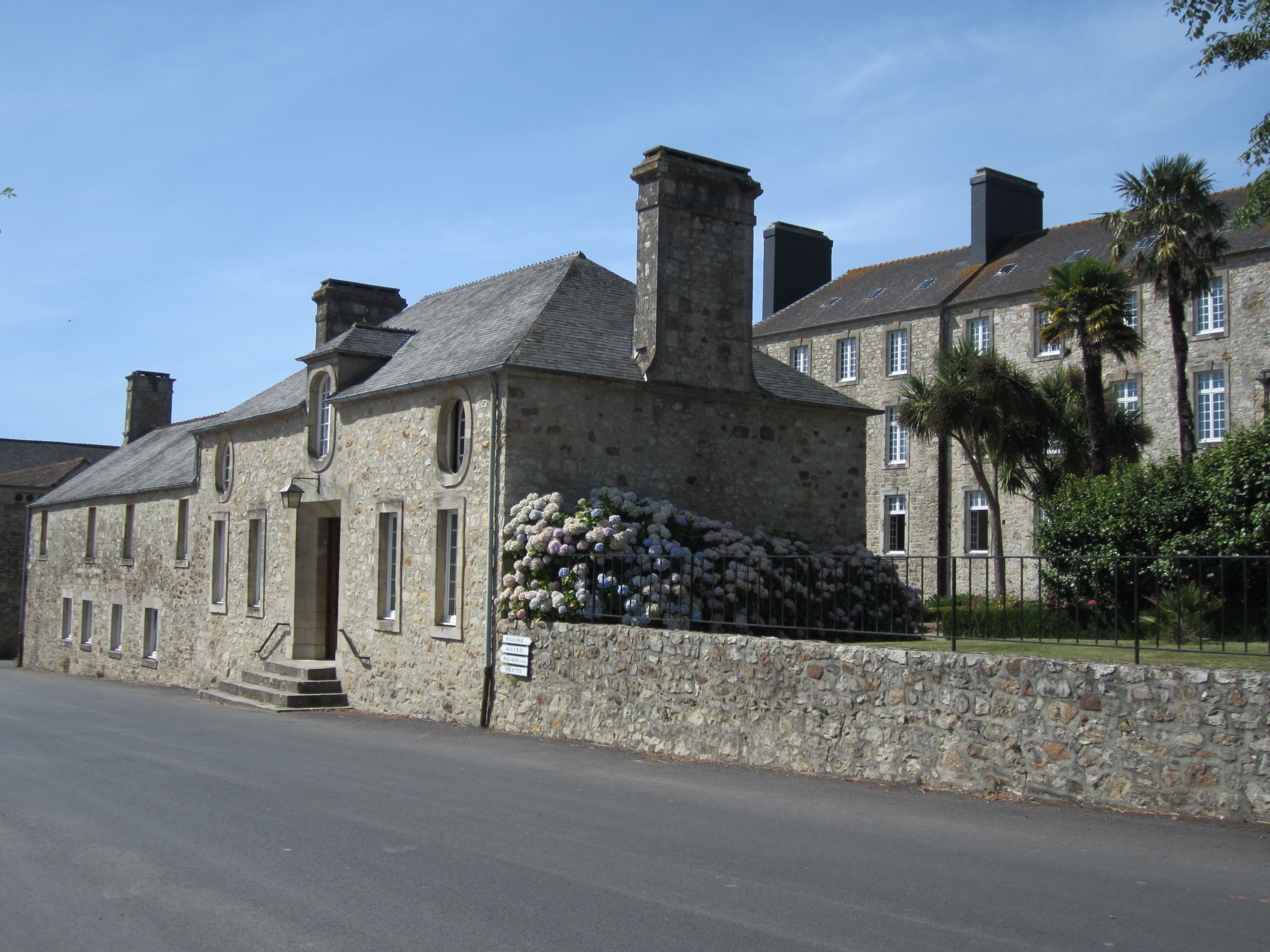
Gästehaus des Klosters

- Augustin Onfroy (1824–1858, Abt ab 1836)
- Bernard Bazin (1858–1872), Abt
- Germain Furet (1874–1893), Abt
- Vital Lehodey (1893–1929), ab 1895 Abt
- Louis Kervingant (1929–1933, verstorben durch Verkehrsunfall), Abt
- Raphaël Gouraud (1933, 7.–8. August, verstorben durch Verkehrsunfall), Abt
- Maur Daniel (1933–1939), ab 1936 Abt
- Marie-Joseph Marquis (1940–1981), Abt
- René Bonpain (1981–1996), Abt
- Charles Robilliard (1996–2011), Abt
- Paul Houix (2011–2015), Superior ad nutum
- Charles Robilliard (2015–2017), Superior ad nutum
- Bernard Duymentz (La Trappe), Apostolischer Kommissar (2017–2023), Superior ad nutum ab 2023